# Валера, Блас

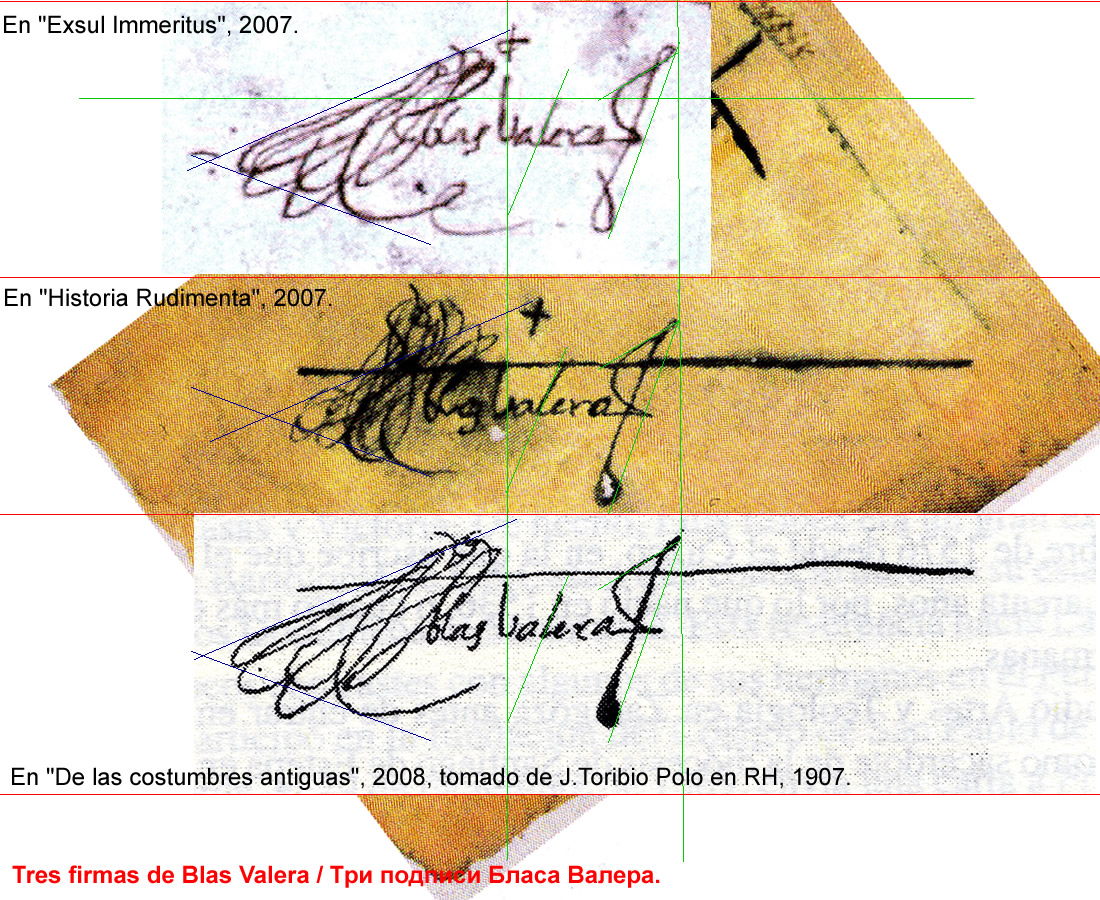
Три подписи Бласа Валера

Блас Валера Перес (исп. Blas Valera Pérez; 3 февраля 1545, Льяванту, Чачапояс, Перу — 2 апреля 1597 или 1618?, Вальядолид или Малага, Испания) — хронист ордена иезуитов, автор ряда фундаментальных исторических исследований по истории инков. Он также составил словарь знаков токапу, предположительно являвшихся письменностью или тайнописью инков. Являлся соавтором первого в Перу катехизиса на языке кечуа и аймара.

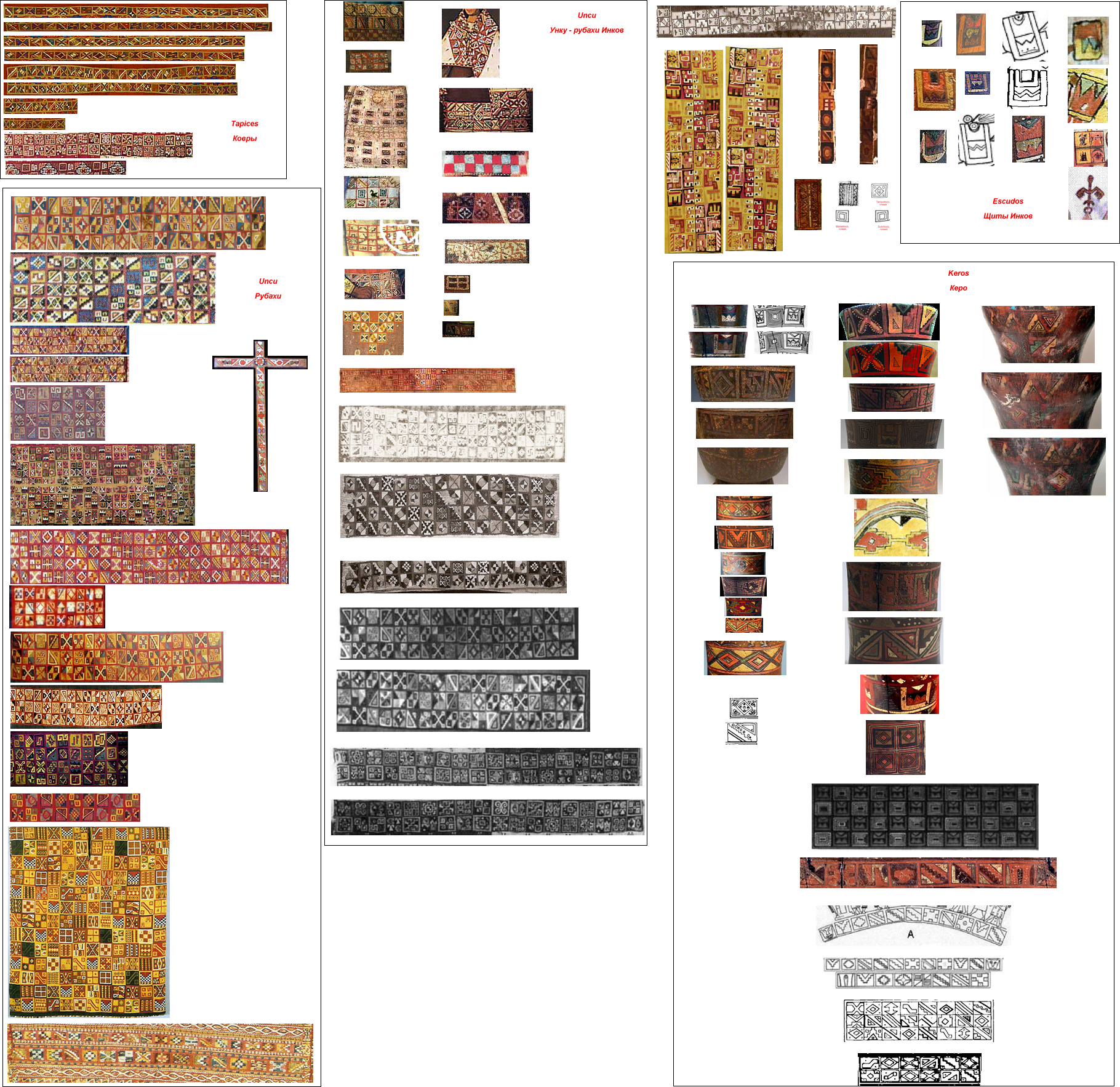
Токапу на инкских рубахах, плащах, коврах, вазах керо; щиты инков

## Биография

### Семья

#### Родители
Официально, Блас Валера Перес считается сыном испанского капитана, арбалетчика Луис Валера (неофициально — его брата Алонсо Валера /как отца его также упоминает Гарсиласо, ссылаясь на манускрипт самого Бласа/, обесчестившего индианку Урпай и даже убившего её впоследствии) — владельца энкомьенды в Чибальта и Кильята, и госпожи Франсиска Перес (доиспанское имя — Урпай; прозвище — Пири; она была дочерью знахаря Ильаванка) родился в день Святого Бласа, в честь которого и был назвали, обучение начал в Трухильо и продолжил его в Лиме. Фамилия «Валера» происходит из испанского посёлка Арасена, Уэльва. Небесным покровителем Арасены был Святой Блас. Капитан Луис Валера являлся одним из основателей испанского города Чачапояс в начале 1536 года, и повторно 5 декабря 1538 года, согласно Акту об основании города (Acta de Fundación de la Ciudad de San Juan de la Frontera de los Chachapoyas).

#### Брат
У Бласа был брат теолог Херонимо Валера (Hyeronimo UALERA — как он подписался в своей книге), родился он в 1568 году в селении Ньева (Чачапояс). Он не упоминал имен своих родителей и о своём брате, лишь сообщив, что «его отцом был конкистадор, а бабушкой по материнской линии — индианка». Обучался в королевском коллегиуме Сан Мартин в Лиме. Являлся членом Ордена братьев-миноритов. Так как метисам отказывали в приёме в Орден, возможно, поэтому он указывал, что был «креолом» (в документах он упоминается как «креол», в отличие от «метиса» Бласа Валера — сам Блас в прошении к Главе Ордена Иезуитов Эверарду Меркуриану писал, что его брат Херонимо «креол» и «метис(?)»). Дважды был прелатом в монастыре, а также был лектором Теологии. Его подпись стоит в виде разрешения к работе Пабло Хосе де Арриаги «Искоренение язычества» (1621). Дослужился до Главы Ордена францисканцев в Перу. Умер в Лиме в 1625 году.
Он издал такую книгу:
- «COMMENTARII AC QVASTIONES IN UNIVERSAM ARISTOTELIS AC SUBTILISSIMA DOCTORIS IHOANNIS DVUNS SCOTI LOGICAM»[9] (1610) — комментарии к Аристотелю.

### Обучение
Как послушник 29 ноября 1568 (в 23 или 24 года) он вступил в Общество Иисуса (в том же 1568 году в апреле месяце основанное в Лиме) вместе с двумя другими метисами-чачапойцами Педро де Аньяско (Pedro de Añasco) и Хуан Гонсало Руисом (Gonzalo Ruiz), будучи принятым Главой местного Ордена Херонимо Руис дель Портильо, не без возражений некоторых членов Ордена из-за того, что Блас был метисом, но поскольку хорошо знал кечуа и латынь, а также осведомлен в вопросах индейцев, его приняли. В иезуитском каталоге также упомянуто, что Блас Валера «внебрачный сын [hijo natural] Луиса Валера и Франсиски Перес». Он прослушал в Коллегии Сан Пабло Науки на протяжжении двух лет и Теологию — один год. Согласно Catalogo Provincial (1571) отец Суньига так охарактеризовал Бласа: «хорош в латыни и хороший толмач». Временно был отправлен в Куско в 1571 году для проповедования Евангелия. После казни Тупака Амару в Куско (22 или 23 сентября 1572) иезуиты Блас Валера и Алонсо де Барсана (1530—1597), покинули сьерру Уарочири, чтобы сосредоточить своё внимание на церковном приходе окрестностей Лимы.
Но он всё ещё находился в 1572 году в Лиме согласно одному из Каталогов Общества Иезуитов. Владея языком кечуа, он участвовал в миссиях с 1571 по 1573 года, которые иезуиты установили в Варочири (Huarochirí), важном доколумбовом культовом центре, ставшего в начале XVII века сценой усиленного искоренения идолопоклонничества, осуществлённого священником Франсиско де Авилой. В 1573 году был возведён в сан священника в епархии города Лима епископом Себастьяном Лартаун, и в 1574 был направлен в Куско (Cusco), где участвовал в основании Братства Имени Иисусового вместе с Алонсо де Барсаной, Бартоломе де Сантьяго-и-Ортисом. В этом городе Блас, «метис, чувствующий себя индейцем», вдохновлённый идеями Игнатия де Лойолы, начинает организовывать и руководить нео-инко-христианским движением. Братство состояло из 500 членов и имело две часовни, а финансировалось в основном индейскими вельможами и метисами, в частности Диего Кучу. Очень часто иезуиты прибегали к культу Иисуса-ребёнка, но одетого в наряды Инки.

### Миссионерство
В начале 1577 года он был направлен в резиденцию в Хули, важную ещё и тем, что там в 1579 году была основана первая книгопечатня в Перу. Там же он изучил язык аймара. 25 февраля 1580 года Глава Ордена Эверардо Меркуриано отправил ему письмо, в котором говорил о докладе (возможно, Historia de los Incas), предположительно написанном самим Валера о проповедовании Евангелия в Перу, а также обращении индейцев в католическую веру.
После этого он отправился к озеру Титикака (1580—1582), где встретился с народами говорящими как на кечуа, так и аймара, а также с кипукамойоками, которые ему переводили сообщения, содержащиеся в кипу.

### Причина изгнания из Перу
В 1582 году произошло одно странное событие в жизни Бласа, как это видно из письма ректора отца Хуана Себастьяна из Коллегии в Потоси к Отцу Аквавива (1585), где указывается, что лучше не принимать метисов, желающих поступить в Орден, из-за допущенной грубой оплошности отцом Валера. Отец Себастьян относился негативно к присутствию метисов в Обществе и добился того, что Аквавива приказал выслать в Испанию тех Отцов, кому не особо доверяли, включая Бласа. Причиной этого изгнания послужил ранее произошедший случай с одной индианкой, с которой он имел связь и от которой у него родился сын Таки Луис, но, похоже, Блас не признал правдивости её чувств к нему. Спустя время к ней в дом принесли её единственного сына, смертельно раненого ударом копыта; «видя это и понимая, что она покарана Всевышним, за свою дерзость, она послала за тем Отцом, и слёзно, на коленях просила у него прощения, сознаваясь, что то была ложь, заявленная ею о нём и обесчестившая его, и что за то Бог карает её».
Вот как пишет об этом сам Валера: «Мой прапрадед по матери Руйрус Руна рассказывал своему внуку, моему дедушке Ильяванка, много историй о происхождении королей, также как и я, узнав о них, рассказал своему сыну Таки Луису, которому сейчас, смиренно признаюсь, исполнилось [бы] шестнадцать лет. Он [сын] умер преждевременно, до того, как я вступил в Общество; мать [женщина Бласа], индианка, имени которой я не хочу называть, и которая поняла все причины, почему я захотел стать сторонником Блаженного Игнасио, потому когда Обществу стало известна суть [моего вопроса] и когда я вступил в него, она не стала возражать. Потом О[тец] Аквавива захотел вменить мне это в вину, чтобы меня изгнали, как общественного врага, заслужившего чуть ли не смертной казни. Это из-за того, что метиса может возненавидеть белый проповедник Евангелия, не доверявший, как и стойкий О[тец] Себастьян, нам, незаконнорождённым детям, но он не вспоминает о тех, кто, в Старом Свете, был сторонником Содома и Гоморры».

### Работа над переводом Катехизиса
Но похоже это событие в Потоси не стало известным сразу, так как в последующие года Валера вместе с отцами Алонсо де Барсена и Бартоломе де Сантьяго был занят подготовкой и переводом на кечуа и аймара катехизиса, работой, порученной Третьим Лимским собором (при Главой орденской провинции Бальтасаре де Пиньяс). Все эти работы были утеряны, окромя Historia Occidentalis, составившую часть цитат Подлинных комментарием Гарсиласо.

### Третий Лимский собор
24 февраля 1583 года епископ Куско дон Себастьян де Лартаун написал письмо из Лимы Филиппу II в защиту метисов, таких как известные и достойные Блас Валера и арекипец Бартоломе де Саньтяго, в виду их способности устанавливать связи между испанцами и местными индейцами. В апреле 1583 года Блас был арестован и заключён в тюрьму, и при этом ему не сообщили, в чём его обвиняют. 11 апреля по этому поводу Прокуратор Андрес Лопес написал письмо в Рим Главе Ордена Аквавиве. 13 апреля 1583 года группа учащихся метисов, с которыми встречался Блас, написала письмо Папе Римскому, добиваясь от него защиты своих прав, обвиняя испанских священников в коррупции и плохом обращении, и не знавших местных языков. В ответ на арест Бласа группа видных епископов и метисов (среди них Хуан Гонсало Руис, земляк Бласа; помощник отцов Херонимо Руиса дель Портильо, Луиса Лопеса и Хосе де Акосты при посещениях в 1571—1578 годах Куско, Арекипы, и Ла-Платы. В 1613 году вместе с Пабло де Прадо участвовал в миссиях Унанкавелики) подали Аквавиве ходатайство в защиту Бласа. В своих письмах от 27 июля и 5 августа 1583 года к архиепископу Лимы Хосе де Акоста просил, чтобы «не закрывали полностью двери Ордена перед метисами».
Он принял активное участие в III Лимском Соборе 1583 года и занялся переводом с испанского языка на кечуа, катехизиса и других текстов для евангелизированных индейцев. Также существуют свидетельства о том, что Валера был обвинён в ереси за сочувственные комментарии к инкскому периоду (многие сведения он получил от своего деда, а тот в свою очередь от своего деда Руйрус Руна, то есть прапрадеда Бласа по матери).

### Изгнание
Ректор коллегии Сан-Пабло Хуан де Атьенса в письма 1583—1585 годов к Главе Ордена Аквавиве намекал на подозрение в недостаточной целомудренности Бласа в отношении его юных учеников и «одной женщины». В 1585—1586 годах Акоста писал к Аквавиве о необходимости вывезти Бласа из перуанской провинции.
Позже Отцу Валера запретили проводить богослужения, но разрешили посвятить себя исследованиям и написанию книг. Письмом Аквавивы от 22 февраля 1588 года к отцу Хуану де Атьенса сообщалось наказание для Бласа: запрет на 10 лет заниматься богослужением в Обществе Иисуса, то есть не проводить мессы, и первые четыре года должен провести заключённым в тюрьму. Как говорит Валера: «Отец Аквавива (Глава Ордена Иезуитов) своей ненавистью к правде, сказанной мною, метисом; позорными обвинениями он пытался выгнать меня из Ордена, связывая меня с мятежными Братьями Лопес, Фуэнтес и Картахена, любящих уже не правду, а вредные намерения». Но прежде чем отправиться в Испанию, он продолжал путешествовать по Перу: был в Копакабане, Ла-Пасе, проездом в Лиме, был на севере Перу в Гуануко, Кахамарка, Кито.
11 августа 1591 года иезуит Лусио Гарсете заявил Инквизиции Панамы, что Валера был заключён в келии своими же собственными «братьями» в коллегиуме Сан-Пабло.
После 1591 года он отправился в Европу готовить к печати свои работы, как видно из письма Клаудио Аквавивы от июля 1591 года, где он пишет, что всё ещё ждёт сообщения из Испании о прибытии Бласа Валера в Старый Свет; а также из письма отца Морильо к Аквавиве от 31 декабря 1594 года, в котором утверждается, что Валера в тот год находился в Картахене Индий, занимаясь похоронами другого иезуита, и что он не мог сразу же сесть на корабль в Гаване по причине болезни. Но даже позже, когда он таки добрался до острова, чтобы сесть на корабль, отплывающий в Испанию, он продолжал защищаться от обвинений, считая их ложными. 1 июня 1595 года, как пишет отец Кристобаль Мендес, Валера прибыл в Лиссабон и скоро будет отправлен в Севилью, где будет исполнен приказ о заключении его под стражу Главой Андалусийского Ордена Иезуитов, пока не поступят дальнейшие указания о его судьбе от отца Аквавивы, не замедлившие прийти. Но поскольку Валера успел провести кое-какие богослужения (исповедовал людей), Аквавива повторно запретил Валера проводить какие-либо богослужения, пока он не сообщит о новом приказе. После этого он был отправлен в Кадис.

### Нападение англичан на Кадис
Он проживал в Кадисе в доме Иезуитов, когда на этот город напали англичане 30 июня 1596 и пробыли в городе 15 дней, предоставив иезуитам и женщинам время на то, чтобы собрать свои вещи и унести их с собой. Было разрешено выносить из города «каждому [иезуиту] по два одеяния, и свои бумаги, и записи»; но именно тогда, по версии Гарсиласо, он утратил многие из своих сочинений, среди которых находилась рукопись «История Инков», под названием Historia Occidentalis, в пяти томах, из которой сохранились только фрагменты. Известно, что они, после предполагаемой смерти Бласа Валера в 1597, были переданы Инка Гарсиласо де ла Вега (и по его же утверждению) отцом Педро Мальдонадо де Сааведра в 1600 году. По этому поводу Валера написал в своей тетради: «Ужасную паутину соткал Отец Мальдонадо, таким образом, что он украл у меня некоторые мои бумаги о культуре, перечеркнутой испанцами, притворяясь её опекуном, и взамен доверили их Инка Гарсиласо де ла Вега, который обманом присвоил их себе, жуткий шулер, и на них он нанёс много ран и лжи, которые я вылечу с помощью бальзама разума». Также известно, что на основе их Гарсиласо де ла Вега написал свои «Подлинные комментарии», где повествуется о временах до прибытия испанцев и христианства, как о «золотом веке».

### Официальная смерть
Датой его официальной смерти считается 2 апреля или 3 апреля 1597 года. Место смерти — Вальядолид или Малага.

## Спорные вопросы

### Документы Миччинелли
В городе Кито были найдены рукописи «Древние обычаи Инков» (Las Costumbres Antiguas de los Incas), которые уже в 1945 Франсиско А. Лоайса представил как работу Бласа Валера, и, согласно такому историку как Сабина Хайленд (Sabine Hyland) также случайно в Ла-Пасе (Боливия) был найден словарь, названный Vocabulario, где приводиться информация о временах Инков.
В последнее время начали распространяться новые данные относительно биографии Бласа Валера. Среди них: спорные — общность с «Новой Хроникой и Добрым Правлением» (Nueva Corónica y Buen Gobierno), книгой Гуаман Пома де Айяла, Фелипе (Felipe Guamán Poma de Ayala). Согласно итальянской исследовательнице Лаура Лауренсич Минелли, существуют три листа с рисунками в рукописном документе «История и Начала Перуанского Языка» (Historia et Rudimenta Linguae Piruanorum), приводящих подпись «итальянского иезуита» Бласа Валера. Согласно Лауренсич Минелли, эти рисунки были нарисованы до 1618, а именно, спустя годы после официальной смерти Бласа Валеры.
Возможно, целью Валеры в Европе было: представить правдивое сообщение Римскому Папе о завоевании Перу конкистадором Франсиско Писарро, отравившего солдат Инки Атауальпа с помощью аурипигмента (As2S3 — лимонно-жёлтый трисульфид мышьяка) и вина, о чём Валера узнал от своего дедушки Ильяванка из кипу, которое подарил тому амаута Мачакуимукта (живший при Инке Атауальпа), в знак благодарности за спасение жизни; от своего отца Луиса Валера он получил письмо конкистадора Франсиско Чавеса (участника пленения короля инков Атауальпы), его «Сообщение Королю Испании», составленное 15 августа 1533 года в городе Кахамарка. На этом письме сохранились подписи Поло де Ондегардо («No es cosa») и Хосе де Акосты («Non D.[omino].D.[entur].Ex simus [Eversimus] — Joseph de Acosta»), идентичные уже имевшимся среди документов в архивах Перу. Глава Общества Иезуитов, Аквавива, был против намерений Валеры, потому и было принято решение признать Валеру умершим, а сам он должен быть изгнан в Испанию, где часть его работ и попала к Инке Гарсиласо де ла Вега.
Позже, однако, Валера тайно возвратился в Перу под другим именем — Руируруна — с намерением напечатать свою версию завоевания Перу. Он сблизился с двумя другими иезуитами, а именно: Хуан Антонио Кумис и Хуан Анелло Олива. Также в группу помощников и покровителей Бласа Валера вошли и такие иезуиты: Бартоломе де Сантьяго, Хуан Гонсало Руис (его старый друг и земляк), Алонсо Барсана, Бартоломе Санчес, Муцио Виталески (Глава Ордена), Доминго де Бермео, Диего де Ваэна (либо Дионисио Веласкес). Чтобы осуществить свои намерения, они задумали воспользоваться чужим именем, и заключили контракт по сему поводу (об использовании имени, за что обязывались заплатить одной каретой с лошадью) с Фелипе Гуаман Пома де Айяла. Контракт сохранился вместе с тетрадью Бласа Валеры и был заключён в специальном предохранительном кармане. Выполнив задуманное, Блас Валера возвратился якобы Испанию в 1618, где предположительно вскоре и умер в Алькала-де-Энарес. В том же городе находился наследник инков — Дон Мельчор Карлос Инка, изображение которого попало в книгу Гуамана Пома де Айяла и выполненное, предположительно Гонсало Руисом.
Рукопись, изученная Лауренсич Минелли, состоит из девяти листов, написанных различными лицами но испанском, латинском и итальянском языках, с рисунками, сделанными соратником Бласа Валеры — тем же Гонсало Руисом. Этот текст содержит краткую грамматику кечуа, представляющего ключ к расшифровке кипу, а также счетного инструмента — юпана.
Символы токапу из книги Бласа Валеры, встречающиеся также и в книгах Мартина де Муруа и Гуамана Помы, и на сосудах керо не всегда идентичны между собой, но заметна одинаковость стиля на рисунках в прорисовке человечков, то есть если имелась подделка не только в тексте документов Миччинелли, но и в рисунках, то выполнено это очень мастерски — стилизовано вплоть до деталей, характерных для изображений на сосудах керо инкской эпохи.
Ролена Адорно, специалист, исследовавшая Фелипе Гуаман Пома де Айала, на основании исследования Хуана Карлоса Эстенссоро (Juan Carlos Estenssoro) намекают на вероятную подделку документов, изученных Лаурой Лауренсич Минелли.
Рукопись «Exsul Immeritus Blas Valera Populo Suo», представленная Лаурой Лауренсич Минелли, все ещё не пользуется признанием, а следовательно тайна, окутывающая прошлое Перу и этого иезуита метиса не раскрыта окончательно.

### Exsul Immeritus Blas Valera Populo Suo

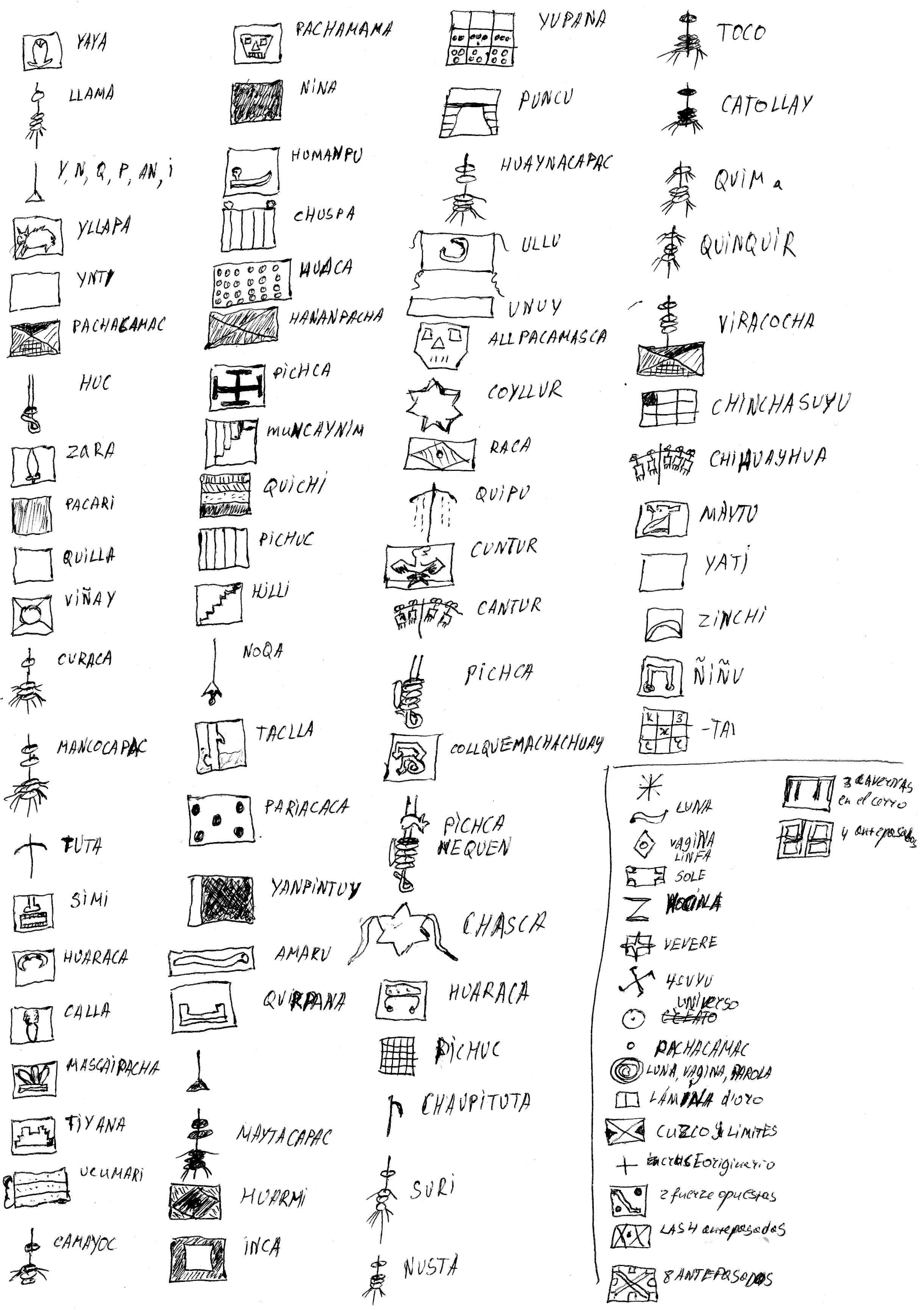
Знаки инков — токапу и ключевые слова тиксиссимис и их соответствия на языке кечуа в книге «Невиновный Изганник Блас Валера Своему Народу» (чёрно-белая прорисовка А. Скромницкого); в оригинале знаки — разноцветные.

«Невиновный изгнанник Блас Валера своему народу Тауантинсуйу» или «Exsul Immeritus Blas Valera Populo Suo» — секретный документ иезуитов об истории инков XVI века и о колониальном Перу XVII века. Предполагаемый автор — метис Блас Валера. Рукопись входит в состав так называемых «Документов Миччинелли».

### La Lettera Apologetica
Раймондо де Сангро, купив 25 октября 1745 года у отца Ильянеса, приехавшего из Чили, рукопись Historia et rudimenta linguae piruanorum (1600—1638), написанную иезуитскими миссионерами в Перу Джованни Антонио Кумисом и Джованни Анелло Оливой, включил в свою книгу La Lettera Apologetica (1750) многие знаки токапу из капак-кипу, правда, переделав их и придав им закруглённые, а не квадратные формы.
В 1747 году Мадам де Графиньи издала свои «Письма перуанки» (следует заметить, что эта книга в стилистическом отношении была подражанием «Персидских писем» сатирического романа Шарля-Луи де Монтескьё(1721)), в которых знатная перуанка Силия (Zilia) использовала кипу для записей и переводила с них сразу на французский. В Письме XVI Графиньи приводит описание кипу как письменности. Переиздана книга была в 1749 году. Издатель сборника «Coleccion de documentos literarios del Peru» (1874) Мануэль де Одриосола предположил, что эти письма послужили «одному итальянцу из Академии де ла Круска и одной графине, той же национальности, написать толстый том „в одну четверть“ озаглавленный „Apologea de los quipos“. Использовав Гарсиласо, автор столь уверенно использует грамматику, словарь из кипу, представляющие собой кипуграфию, позаимствованную от некого Кипу-Камайока из инков, но как бы они не ошибались в своих предположениях».
Полное название книги «La Lettera Apologetica»:
- Lettera Apologetica dell’Esercitato accademico della Crusca contenente la difesa del libro intitolato Lettere di una Peruana per rispetto alla supposizione de’ Quipu scritta dalla Duchessa di S*** e dalla medesima fatta pubblicare — в книге использовано 40 «ключевых слов» якобы древней системы записи Инков. Ключевые слова в кипу были раскрашены разными цветами и имели форму круга. Метод цветной печати был неизвестен на то время и был изобретён самим Раймондо[25].

Как видно, именно Мадам де Графиньи (графиня S***) и князя Раймондо де Сангро (являлся академиком де ла Круска) имел в виду Одриосола. Сам Раймондо де Сангро утверждал, что лично не видел кипу, а основывал свои идеи на предположениях Бласа Валера, Акосты и Сьесы де Леона, а также лиц, посещавших Америку и имевших дело с кипу, в частности падре Ильянеса (упомянутого также в Документах Миччинелли, как последнего владельца тетради Бласа Валера), иезуита, прожившего много лет в Чили, и сообщившего, что у индейцев дома были заботливо сберегаемые кипу, передаваемые по наследству, невзирая на то, что не могут истолковывать их содержимое. Согласно Ильянесу такие кипу служили для передачи рассказов, и отличались тем, что имели в верхней части помимо верёвок и узлов некие знаки, такие как круглые фигуры, квадраты, треугольники или пучки разноцветной шерсти. Из чего де Сангро вывел теорию о том, что древние перуанцы могли разделять слова на слоги и создавать из некоторых ключевые слова на основе языка кечуа.
Опубликование князем книги La Lettera Apologetica, содержавшей опасные еретические мысли, привело к отлучению Раймондо де Сангро от Церкви папой Бенедиктом XIV в 1752 году.

## Произведения и работы
- перевод на кечуа Катехизиса, напечатанного без имен [авторов] итальянцем Антонио Рикардо в 1584 году.
- сотрудничал с другими Братьями Ордена Иезуитов в составлении Словаря на языке кечуа (Vocabulario historico del Peru — Валера составлял его до буквы H)[26], напечатанный без имени упомянутым Рикардо в году 1586. Он посвятил себя собиранию слов, не относящихся к местным диалектам, таких как его chachapuya, а получивших распространение в качестве всеобщих, то есть собственно кечуа. Содержанием словаря являлось также подробное перечисление правителей Перу «различных времён, эпох и регионов». Об этом словаре упоминает падре Олива, сообщив, что из Кадиса его забрал Диего Торрес Больо и в 1604 году привёз в Коллегиум города Ла-Пас. Сведения из этого же словаря использовал Фернандо де Монтесинос. Наличие упоминаний об этом словаре (не утраченным в Кадисе) у хронистов Оливы, Монтесиноса, Барраса противоречит сведениям Гарсиласо, о том, что ему достались лишь остатки рукописей Бласа Валера. Расхождения сведений Оливы и Монтесиноса (первый сообщает о 38, 45, и 64 правителях Перу; второй этих же правителей называет 39-м, 44-м и 95-м) объясняются ошибкой переписчика. Этот Словарь и Историю Перу, заимствованную Гарсиласо, объединяет то, что индейцы считали эпохи солнцами.
- рукопись «Tahuantinsuyus prischis gentibus» (Об обычаях народа Тавантинсуйу), которую он вручил Отцу Акоста в 1586 году. Возможно, что именно это произведение было кем-то из последователей или учеников Валеры переведено с латинского языка на испанский и получило название «Анонимный иезуит. Las Costumbres Antiguas de Perú», так как сам Валера писал в основном на латинском языке, и не любил писать на испанском. В этой книге также упоминается 39-й правитель Перу — Капак Райми Амаута и ряд других совпадений, что и у Монтесиноса и Оливы; а также приводится сообщение о некоем Титу Атаучи, родственнике и друге Луиса Валера и Чавеса, упоминаемых и у падре Оливы[27].
- Historia imperii Peruani (ок. 1590) — рукопись, послужившая Инке Гарсиласо де ла Вега основой для написания фундаментальной книги по истории инков «Подлинные комментарии»[28].
- «Новая Хроника и Доброе Правление», которую, как пишет Валера: «я написал с помощью рук и ума двух Братьев, но автор которой нарочно является индеец Гуаман Пома де Айяла, с которым я познакомился во время своего длительного и тяжёлого странствования через разрушенное Перу».

## Упоминания хронистов о Валера
Отца Валера упоминали такие хронисты:
- Анонимный иезуит (1595?)
- Инка Гарсиласо де ла Вега (1609)[30]
- Хуан Эусебио Ньеремберг (1635)
- Джованни Анелло Олива (1631)[31]
- Фернандо де Монтесинос в своих Хрониках (1642—1644)[32].
- Алонсо Сандоваль.